# Lovettia sealii
Lovettia sealii is een straalvinnige vissensoort uit de familie van snoekforellen (Galaxiidae). De wetenschappelijke naam van de soort is voor het eerst geldig gepubliceerd in 1883 door Johnston.